# Гальчино (Можайский район)
Гальчино — деревня в Можайском районе Московской области в составе Юрловского сельского поселения. Численность постоянного населения по Всероссийской переписи 2010 года — 6 человек. До 2006 года Гальчино входило в состав Юрловского сельского округа.
Деревня расположена в южной части района, у впадения в Протву безымянного правого притока, примерно в 27 км к юго-западу от Можайска, высота центра над уровнем моря 201 м. Ближайшие населённые пункты — Кутлово в 1,5 км на юго-восток и Волосково в 2,5 км на восток.